# Liostraca flavomaculata
Liostraca flavomaculata är en skalbaggsart som beskrevs av Ernst Gustav Kraatz 1893. Liostraca flavomaculata ingår i släktet Liostraca och familjen Cetoniidae. Inga underarter finns listade i Catalogue of Life.